# Antoniterorden

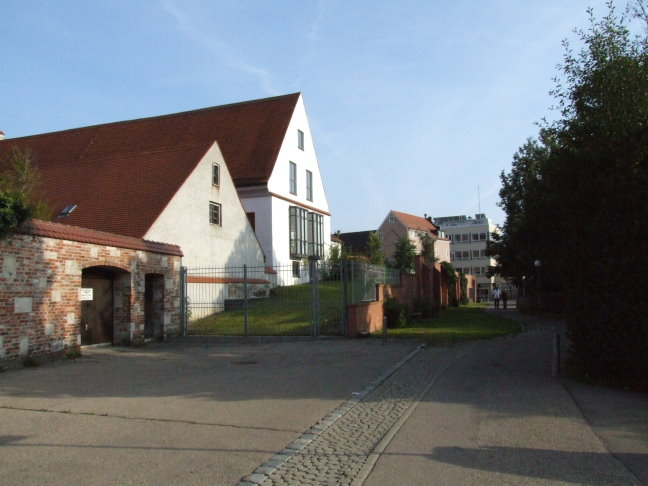
Det tidigare Antonitersjukhuset i Memmingen i Tyskland

Taukors, även kallat antoniuskors eller antoniterkors

Antoniterorden, eller Antoniusorden, hade sitt ursprung i ett brödraskap som grundades omkring 1095 i La-Motte-Saint-Didier i Frankrike av adelsmannen Gaston of Valloire från Dauphiné och hans son, och var inriktat på sjukvård. De hade Antonius av Egypten som skyddshelgon. Syftet var att ägna sig åt vård av dem som drabbats av så kallad antoniuseld som uppkommit genom förgiftning av mjöldryga.

## Historik
Under 1200-talet spreds antoniterorden över Europa. Till den senare spridningen bidrog inte minst behovet av vård till följd av digerdödens härjningar.
Under 1200-talet antog antoniterna augustinregeln, men orden kom likväl att räknas till tiggarordnarna. Antoniterorden hade emellertid flera likheter med Malteserorden, som man på 1777 gick upp i. Utanför kvarstod ordens kloster i Köln med en betydande jordegendom samt klostret i Höchst i Frankfurt. Dessa båda sekulariserades 1803.

## Brödrakonvent i Norden
Ramundeboda konvent i Närke grundades i slutet av 1400-talet. Det var främst inriktat på att hjälpa vägfarare i Tiveden.
Mårkær kloster mellan Flensburg och Kappel på halvön Angeln i Sydslesvig grundades 1391. Från 1470 var Mårkær kloster moderkloster för Præstø Kloster.

## Bildgalleri

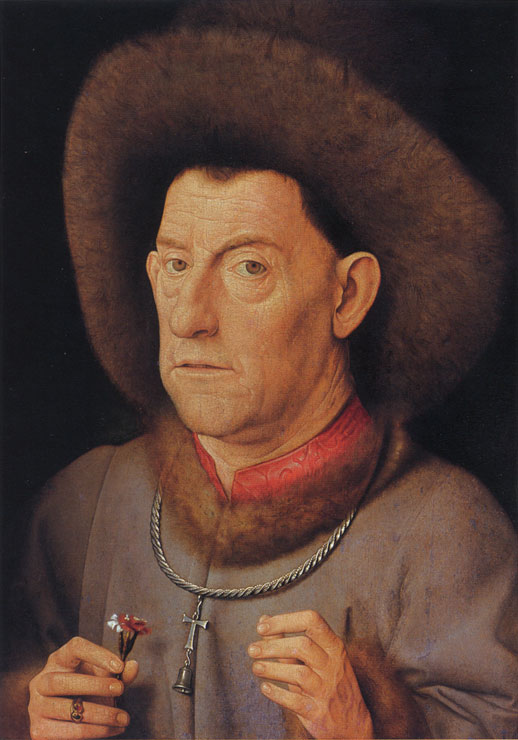
Porträtt av en antoniterbroder av Jan van Eyck
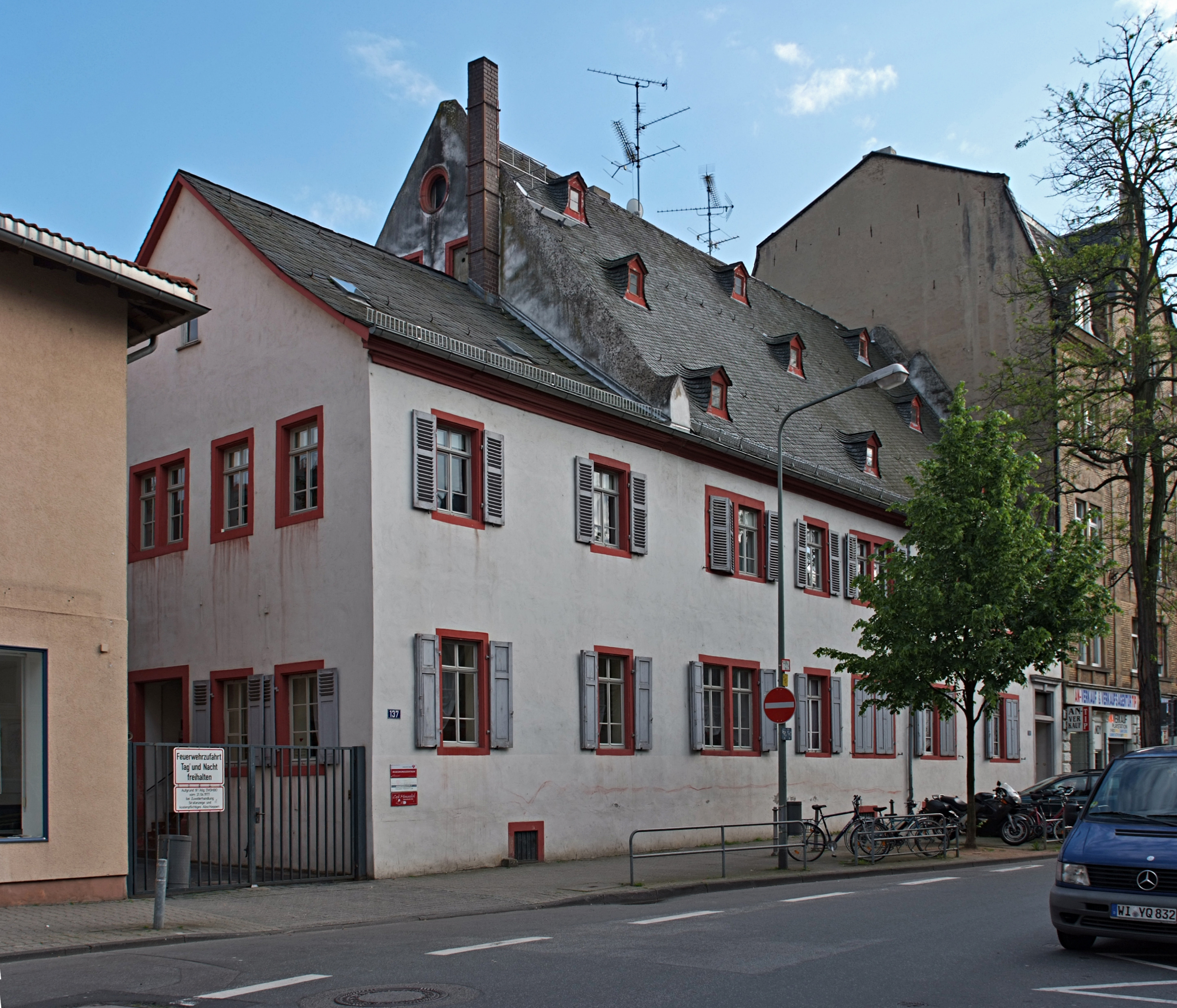
Det tidigare antonitersjukhuset i Höchst i Frankfurt, som stängdes 1803 som ett av de sista antonitkonventen.
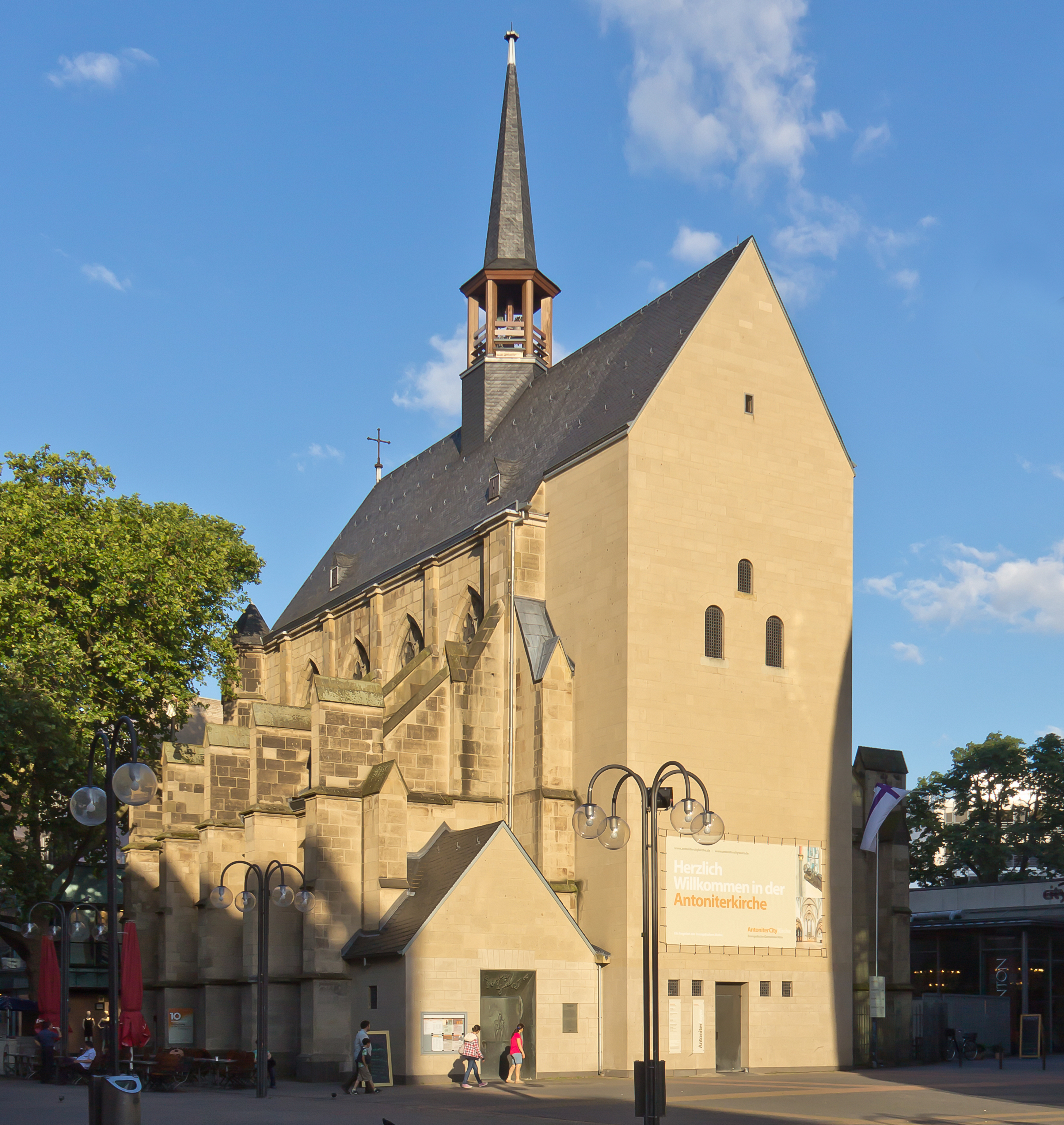
Antoniterkyrkan i Köln
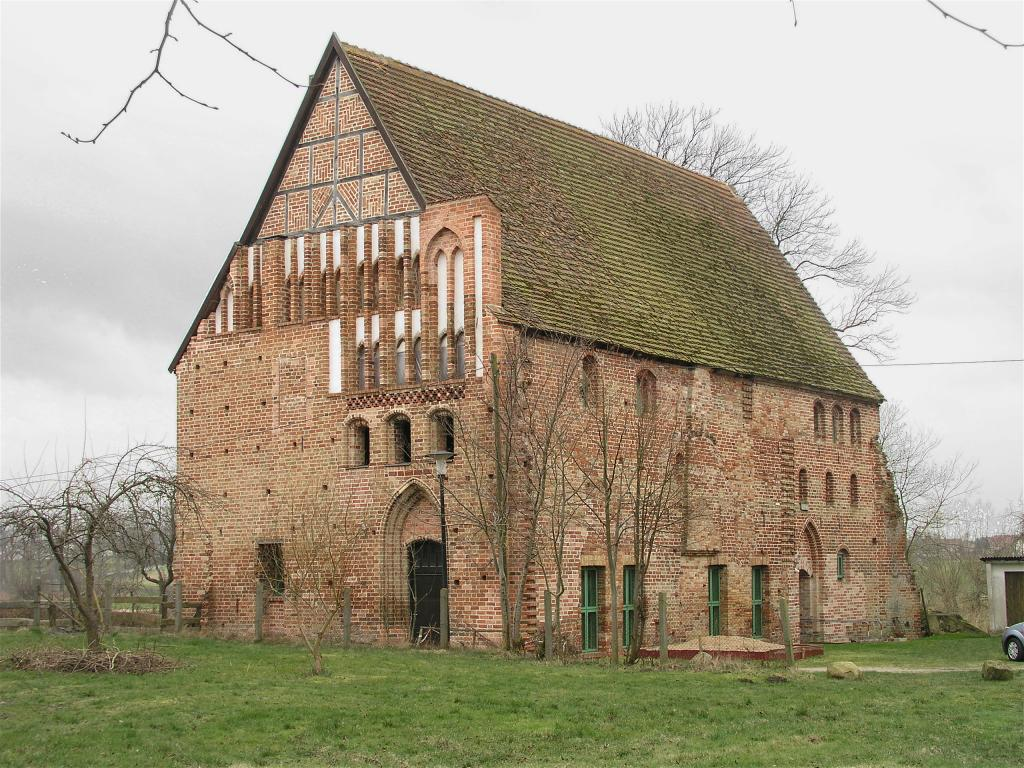
Byggnad i Tempzinklostret i Mecklenburg-Vorpommern